# قارون‌نیاها
قارون‌نیاها (نام علمی: Qarunavus) نام یک سرده از راسته خاک‌سفیددزدسانان است.